# 日本—美国关系

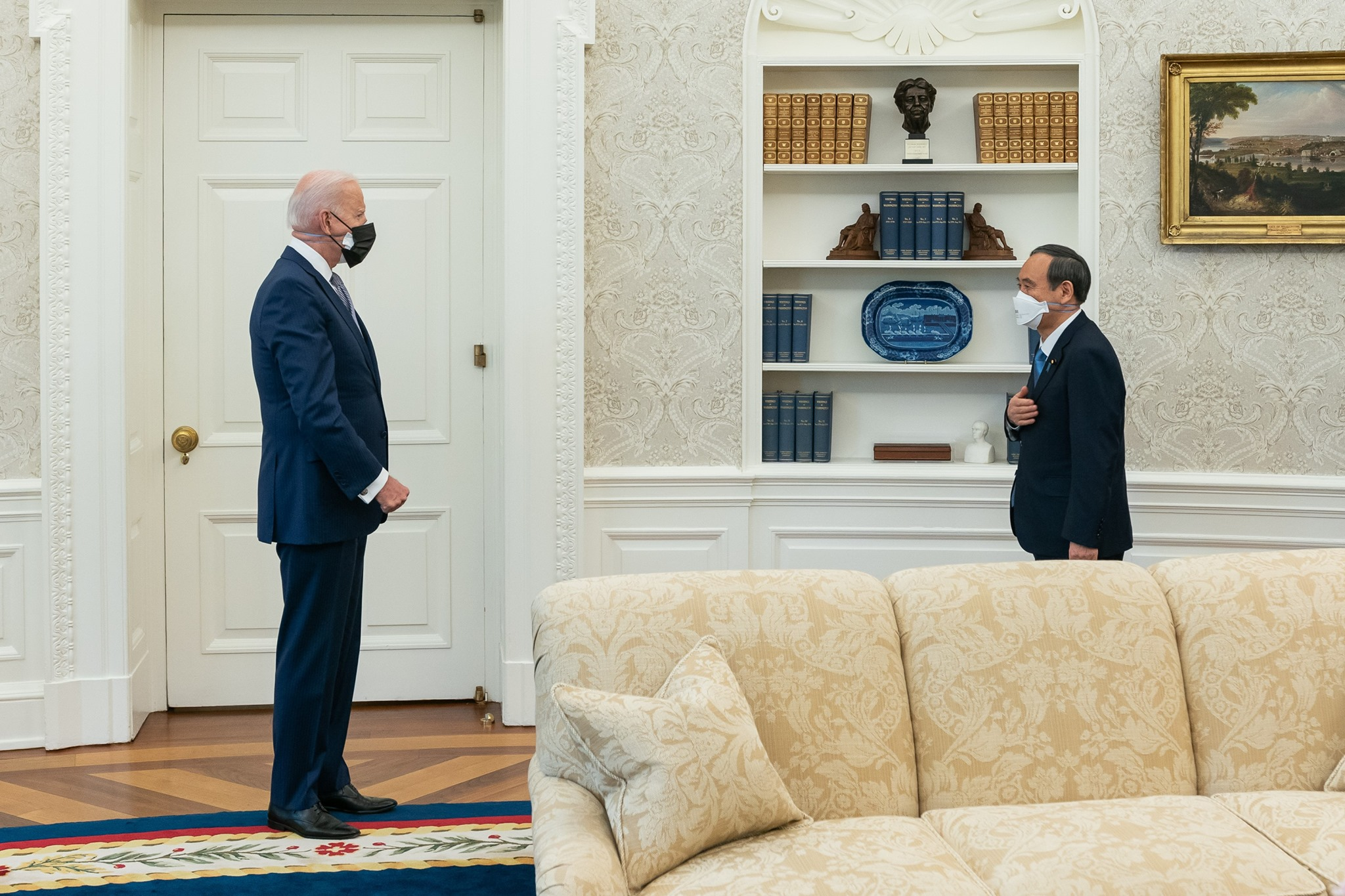
2021年4月，日本內閣總理大臣菅义伟與美國總統乔·拜登在白宮會面

日美關係（日语：／ Nichibei kankei），是描述关于美國與日本的雙邊關係。日本與美国已建立了以美國為主動方的政治關係，是美國在亞洲最重要的盟邦。

## 兩國比較
| 2017年數據 | 日本                                               | 美國                                               |
| ---------- | -------------------------------------------------- | -------------------------------------------------- |
| 人口       | 126,490,000人                                      | 327,830,000人                                      |
| 面積       | 377,792平方公里 (145,883 sq mi)                    | 9,826,630平方公里 (3,794,066 sq mi)                |
| 人口密度   | 每一平方公里337.6人 (874.4/sq mi)                  | 每一平方公里31人 (80/sq mi)                        |
| 首都       | 東京都                                             | 華盛頓特區                                         |
| 最大都市   | 東京都 – 人口 9,273,000人 (都市圏人口36,312,851人) | 紐約市 – 人口 8,535,000人 (都市圏人口23,362,099人) |
| 政體       | 立憲君主制國家，議會制，單一制                     | 立憲共和制國家，總統制 ，聯邦制                    |
| 政府首腦   | 內閣總理大臣：石破茂                               | 總統：唐纳德·特朗普                                |
| 公用語言   | 未指定 (事實上，使用日語)                          | 英語                                               |
| 名目GDP    | 4,872,135美元 (人均38,440美元)                     | 19,390,600美元 (人均59,501美元)                    |
| 國防支出   | 488億6000萬美元 (2008年度)                         | 6637億美元 (2010年度)                              |

## 歴史背景

### 初期美國人到日本的探險
- 1791年，美國人探險家約翰·肯德里克（英语：John Kendrick (American sea captain)）率領2艘美國籍船隻在紀伊半島南邊的紀伊大島停泊了11日。他被称为是第一个訪問日本的美國人。
- 從1797至1809年，數艘美國船隻被荷兰請求來到日本，在長崎進行一些貿易。

### 黑船來航
1846年日本鎖國期間，美國海軍准將詹姆斯·贝特尔率領三艘美國軍艦來日要求開國，但被江戶幕府拒絕。之後在1853年的黑船事件中，美國海軍准將馬修·培理率領4艘黑船進入江戶灣。

### 1854年第二度美國訪問
1854年3月31日，馬修·培理署名與日本方面全權代表林復齋（大學頭）共同簽訂了《神奈川條約》（即「日米和親条約」）。該事件為日美互動初期的重要事件，也成為日本之後的明治維新的導火線之一。之後兩國開始發展外交關係。

### 萬延元年遣美使節

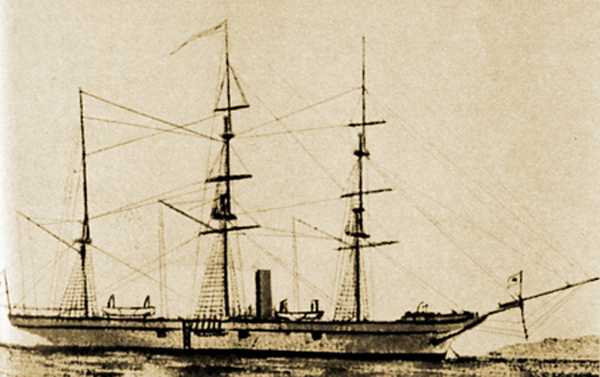
1860年代，、日本最初派出咸臨丸戰艦護送前往美國的使節團。

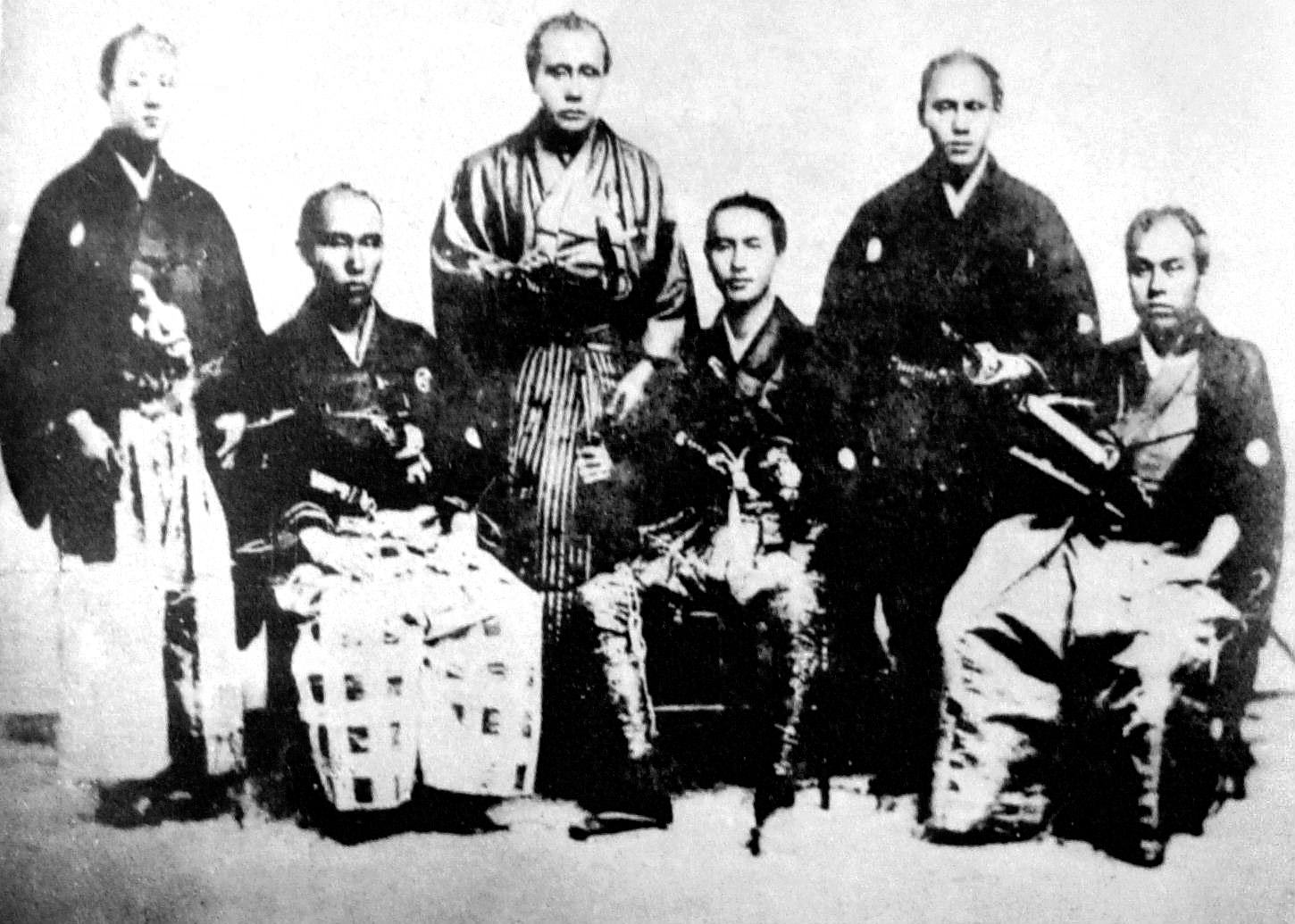
萬延元年遣美使節一行人。右端是福澤諭吉。

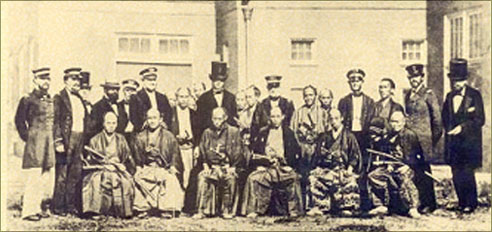
萬延元年遣美使節。

1856年，美國的湯森·哈里斯出任首任美國駐日公使。
1870年，日本方面於派出森有禮作為首位駐美代表。

### 1865年－1914年
1912年，日本人做為友好的證明，贈送了3,020顆櫻花樹給美國。

### 第一次世界大戰與1920年代
美日两国在第一次世界大戰期间同为协约国阵营的成员。日本军队出兵，控制了德国在中国和太平洋上的基地。1919年，国际联盟委任日本托管原德国在赤道以北的太平洋上的殖民地，位于南太平洋的岛屿委任给澳大利亚托管，美国并没有参与这次战利品的瓜分。
然而，日本和中国、英国和美国存在尖锐的矛盾。中国和日本于1915年签订《二十一条》，要求中国承认日本在山东的特权以及在满洲地区享有优越地位。华府对于日本违反“门户开放”政策的举动反应强烈。美国国务卿威廉·詹宁斯·布莱恩1915年3月13日在备忘录中提到，美国在肯定日本对中国山东和满洲、蒙古地区的“特殊利益”的同时，对日方进一步侵犯中国主权表示担忧。
威尔逊总统强烈反对日本在巴黎和会上提出的要求，但由于英国和法国支持日本的缘故未能成功。中国反日情绪不断升温，因学生请愿而爆发了五四运动。美国参议院外事委员会对批准《凡尔赛和约》增加了“将山东归还给中国”的附加条款。但威尔逊总统告诉支持他的参议员投票反对这项附加条款。1922年，美国斡旋调停了山东问题。中国获得了山东省名义上的主权，但实际上仍需承认日本在这一地区占有的经济主导地位。
美日在1922年的华盛顿会议上对海军条约的条款达成共识。随着美国通过《1924年美国移民法案》，禁止更多的日本移民进入美国，双方出现紧张的局势。

### 第二次世界大戰

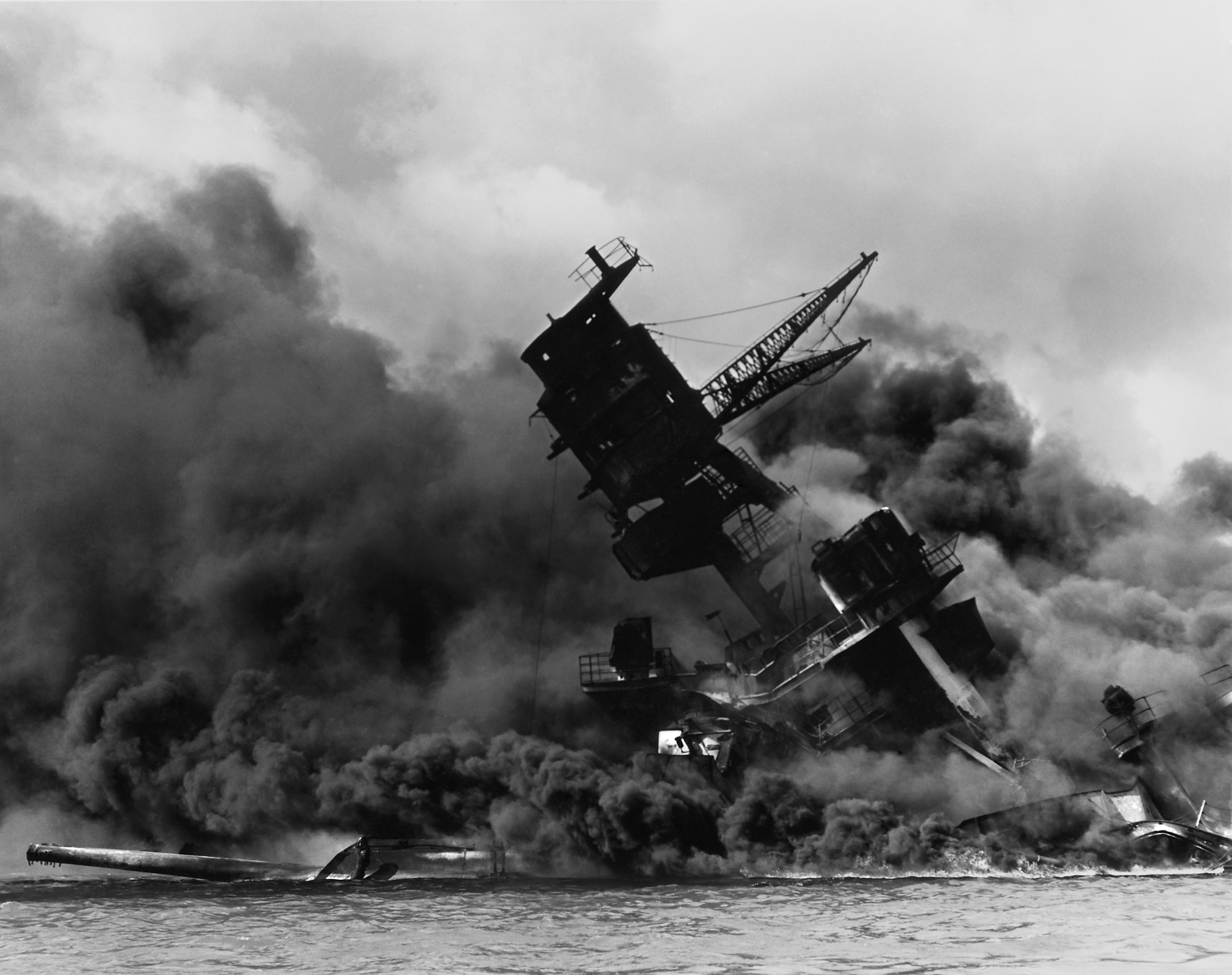
美军战斗舰亚利桑那号沉没于珍珠港

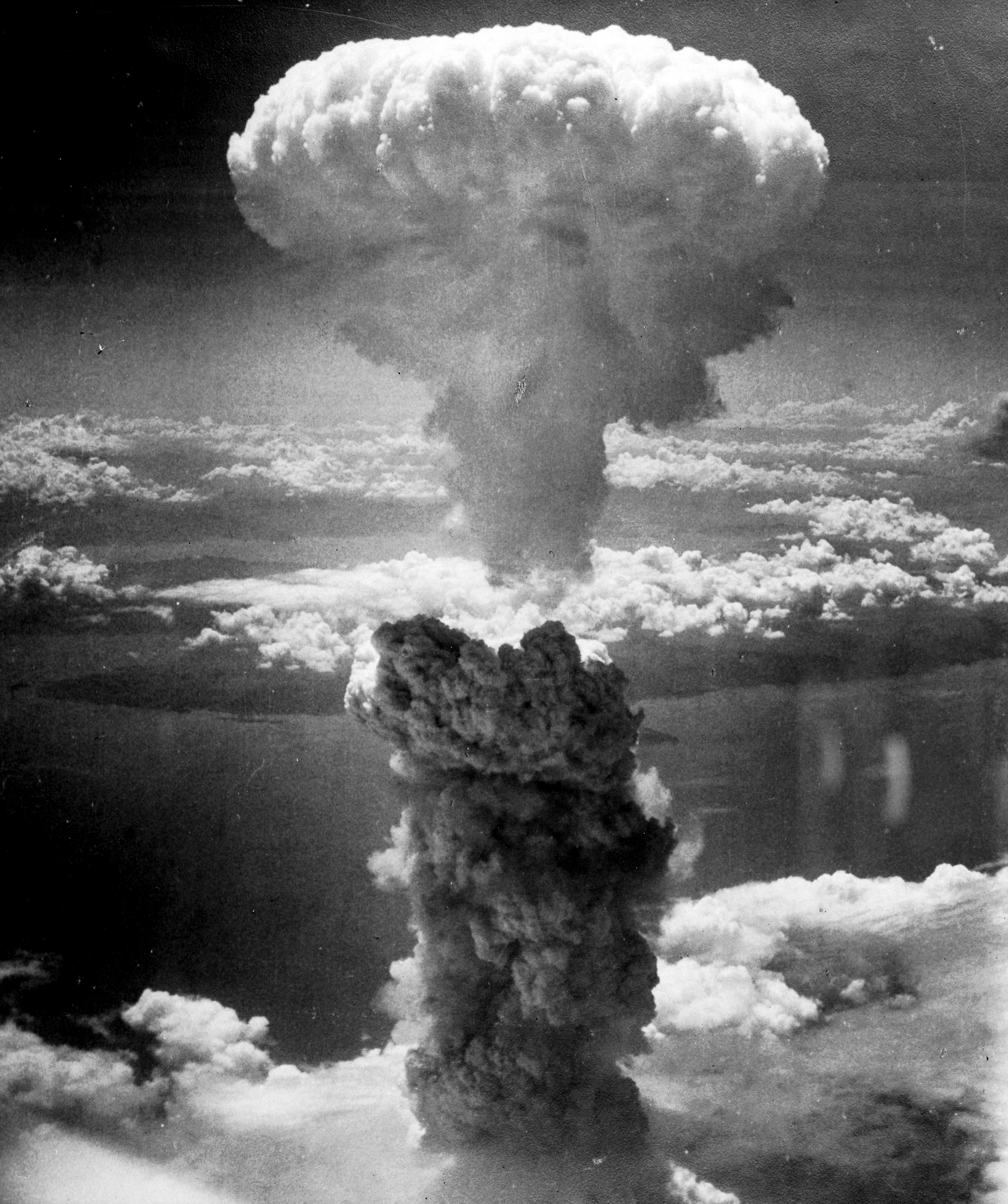
名为“胖子”的原子弹在长崎引爆后产生的蘑菇云

日本于1941年12月7日偷袭美国在夏威夷珍珠港的海军基地，美国在次日对日宣战，太平洋战争由此爆发。包括纳粹德国在内，轴心国国家也对美国宣战，美国因此卷入第二次世界大战。双方的冲突充满了战争暴行，如大日本帝国军队对美国战俘的处决和折磨，以及美军亵渎日军士兵的尸体。
美国在军事上的优势使得美军在太平洋战场上实施跳岛战术并对日本本岛和冲绳的城市进行大规模的轰炸。美军的战术发挥了作用，随着美军在太平洋上不断推进并逼近日本本岛，意图在1945年秋对本岛展开更大规模的军事行动，但遭到日军顽固的反击。美国为「避免更大的伤亡」在广岛和长崎投放原子弹以结束战争，成为军事史上最具争议的行为之一。太平洋战争随着日本因美军的原子弹和苏联出兵中国东北而投降，在1945年9月1日结束。
日本于1945年9月2日正式签署投降书，随后以美军为首的同盟国军队占领日本。

### 战后日本
战后日本先是由中华民国（時為中國代表）、美国、英國、苏维埃社会主义共和国联盟负责分區占领，成為日本群島史上首次全面由外國軍隊佔領。但是后来中华民国和苏维埃社会主义共和国聯盟由于各自的原因暂停对日本的占领，形成美国单方面占领日本的局面。

### 1960年代領土返還
1951年簽訂《舊金山和約》後，美軍結束了對日本的佔領，但仍保有對琉球的軍事統治。
1972年，美國將琉球群島的行政、立法、司法权移交日本，史稱沖繩返還。

### 1980年代
經歷了戰後重建的艱辛，八零年代日本的經濟逐漸達到了全盛時期，『日本全世界第一』的口號響遍列島，日本製產品並開始出口、熱銷，讓美國的不振的製造業景氣受到了更強的衝擊，同時蘇聯被中共所牽制，日本太平洋守門員的作用也有所下降，也讓日美之間的合作關係突然面臨考驗。
1988年12月15日，日本加入美国免签证计划正式生效，日本成为首个加入该计划的亚洲国家。

### 1990年代冷戰後
1990年代初苏联解体，冷战结束，美国成为唯一的超级大国。美国、日本和中国共同抵抗苏联的战略基础消失。

### 21世紀：一个新的安全关系

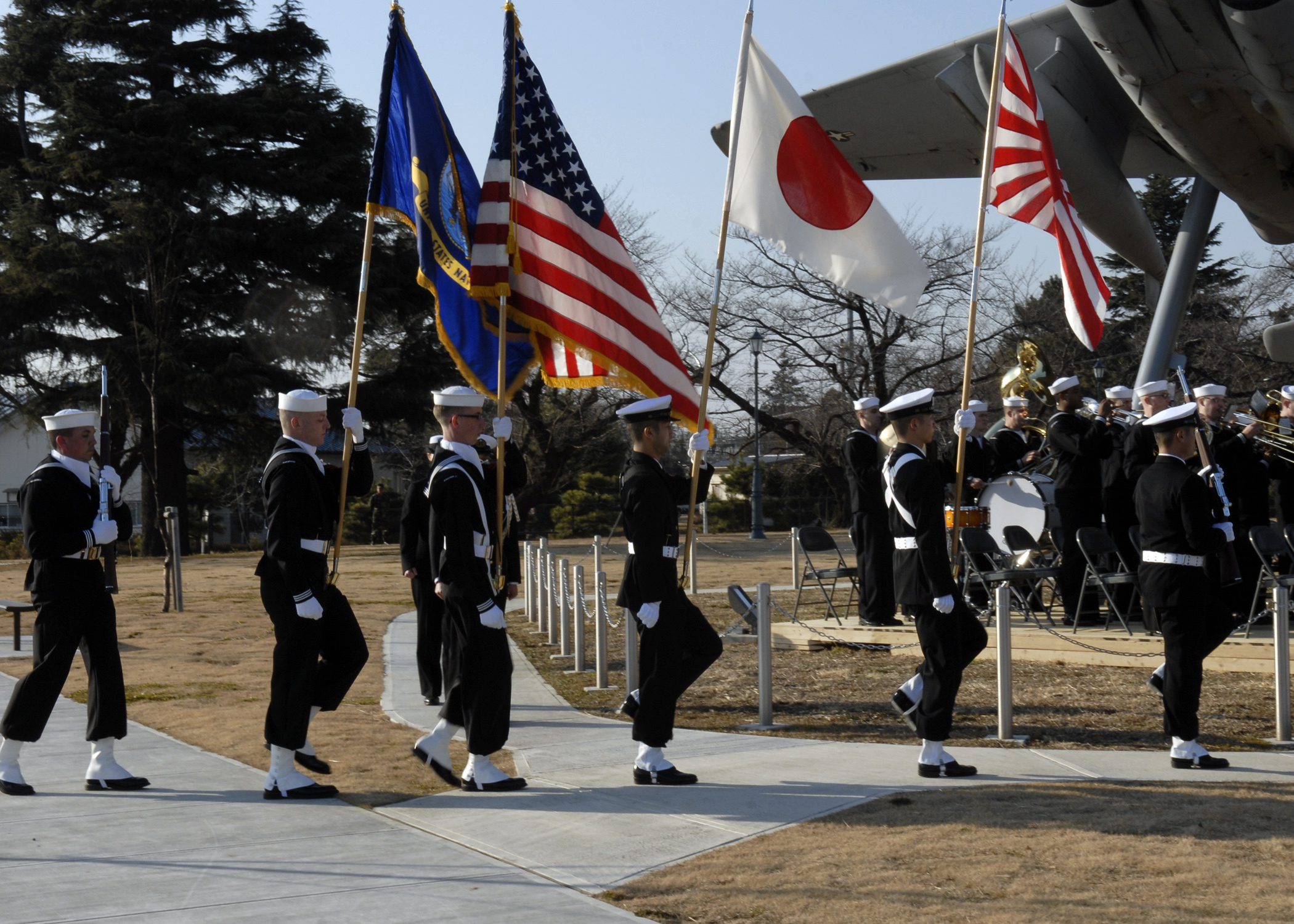
厚木海軍飛行場內的駐日美軍儀隊舉著美日兩國國旗前進

2001年，於美國發生的九一一襲擊事件造成24名日本人遇難[註1]，該事件也成為了確立21世紀初期日美關係走向的關鍵事件:139，而在反恐戰爭中協助美國也成為了日本首相小泉純一郎在任時奠定的政策:142。
此外，進入21世紀以來，中国逐渐崛起，同时成为美国最主要的竞争对手。中國的影響力跟隨著成長率高速膨脹，經濟並擠下了日本成為世界第二大經濟體，從日本引以為傲的家電到高鐵等重工業領域，中國產品都有能力參與國際市場競爭，這對日本人造成很大的震撼。中國軍事花費也呈現指數上升。同時還面臨朝鮮發展核武的威脅，因而日美關係，不管是經濟還是軍事上，都呈現近數十年來最緊密的狀態。
2021年4月16日，美國總統喬·拜登在白宮接見日本首相菅義偉，是拜登上任以來首位面對面會晤的外國領導人。為應對來自中國和朝鮮的威脅，兩國同意重新確立「美日印太統一戰線」，打造「自由開放的印太地區未來」。會談後的《聯合聲明》提及，兩人強調台海和平與穩定的重要性，並鼓勵和平解決臺灣問題，同時也對香港和新疆人權狀況深感關切；這是自1969年以來美日兩國領袖的《聯合聲明》首次提到台灣。引起两岸及国际舆论关注对日本政府协防台湾，提供安全保障的关注和讨论。
2022年7月29日，美日舉行首次“经济2+2”（外长级与商务部长级官员）会谈。
2024年4月，日本和美國關係升級為“全面全球合作伙伴”；驻日美军重组为一个联合作战司令部，指挥部署在日本的美国海军、海军陆战队、空军和陆军。

## 經濟關係
2023年，美国超中国，成为日本最大出口目的地，也是4年来美国首次超过中国。
2025年7月，時任美國總統唐納·川普正式宣佈對自8月1日起日本進口的商品課徵25%的對等關稅。

## 軍事關係

### 美日安保條約

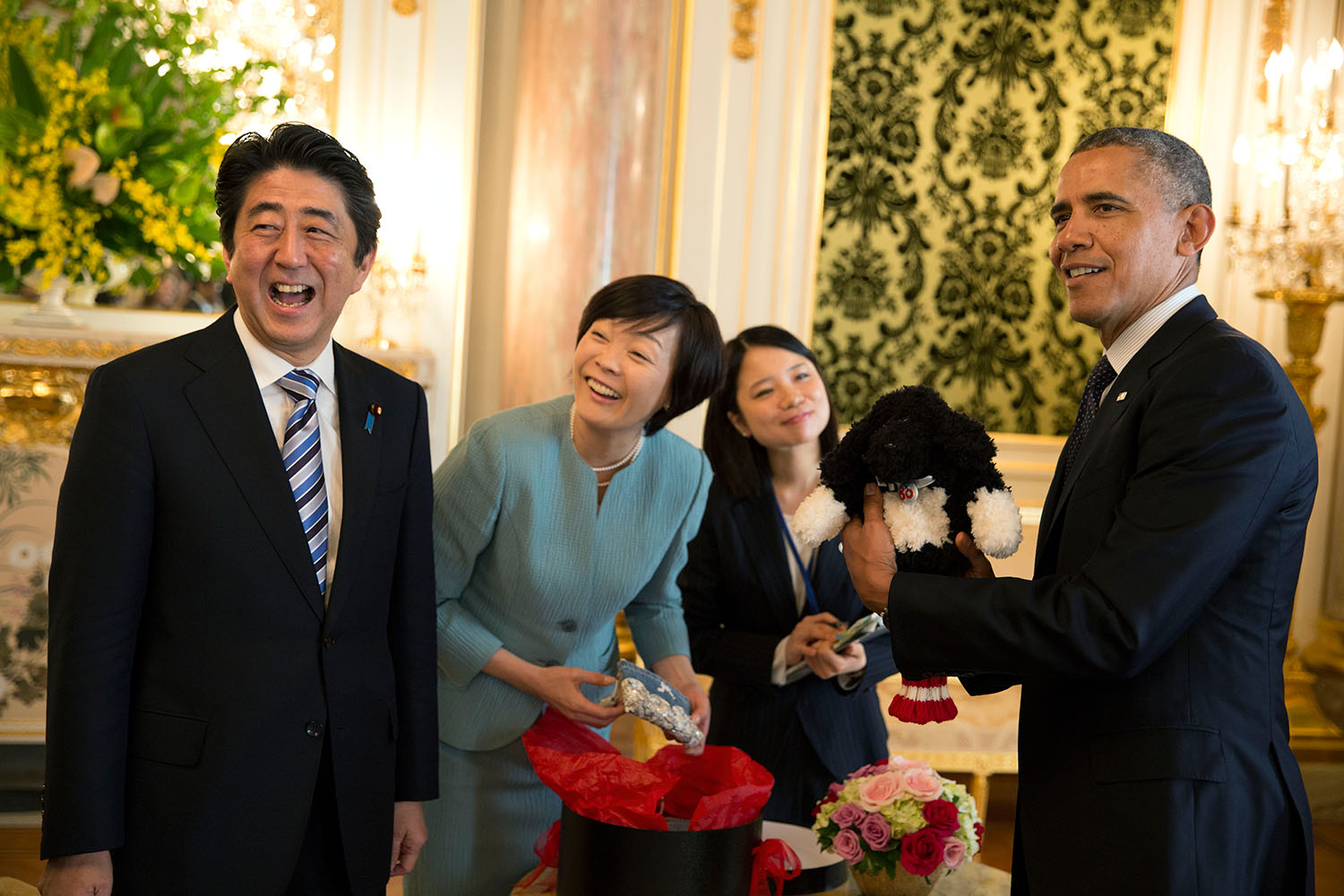
2014年，日本內閣總理大臣安倍夫婦接見到訪東京的美國總統貝拉克·奧巴馬

冷戰時期基於戰略和政治考量，美國與日本在1960年签定美日安保條約，日本可以依靠美国这个“挡箭牌”专心发展经济，许多日本公司和美国公司联系都很密切，有人曾评价美日是一体的。日本需要美国的保护，美国需要日本的支持，双方具有共同的利益。美國至今在日駐有大量部隊，使日本成為美國海外駐兵數量最多的國家之一。
2018年8月15日，美國海軍隆納·雷根號航空母艦艦隊與日本海上自衛隊第6護衛隊進行海軍與空軍聯合演訓，包括防空作戰、通訊變換與航空母艦的艦載機支援等訓練。

### 武器採購
2023年2月14日，日本防卫大臣滨田靖一表示日本计划在2024年3月底之前从美国大批订购战斧式巡航导弹。

## 備註
1. 註1^ ：九一一襲擊事件共造成24名日本人（男性22位、女性2位）罹難。24人中包括紐約市世界貿易中心南塔內的16人、北塔內的6人、撞擊世貿北塔的美國航空11號班機乘客1人、墜毀於賓州的聯合航空93號班機乘客1人[22][23]。

## 外部連結
| - 美國駐日本大使館官方網站（英文）（日語） - 美國駐大阪總領事館官方網站（英文）（日語） - 美國駐名古屋總領事館官方網站（英文）（日語） - 美國駐札幌總領事館官方網站（英文）（日語） - 美國駐福岡總領事館官方網站（英文）（日語） - 美國駐那霸總領事館官方網站（英文）（日語） | - 日本駐美國大使館官方網站 （页面存档备份，存于）（英文）（日語） - 日本駐紐約總領事館官方網站 （页面存档备份，存于）（英文）（日語） - 日本駐三藩市總領事館官方網站 （页面存档备份，存于）（英文）（日語） - 日本駐洛杉磯總領事館官方網站 （页面存档备份，存于）（英文）（日語） - 日本駐休斯頓總領事館官方網站 （页面存档备份，存于）（英文）（日語） - 日本駐邁阿密總領事館官方網站 （页面存档备份，存于）（英文）（日語） - 日本駐波士頓總領事館官方網站 （页面存档备份，存于）（英文）（日語） - 日本駐阿特蘭大總領事館官方網站 （页面存档备份，存于）（英文）（日語） - 日本駐芝加哥總領事館官方網站 （页面存档备份，存于）（英文）（日語） - 日本駐丹佛總領事館官方網站 （页面存档备份，存于）（英文）（日語） - 日本駐底特律總領事館官方網站 （页面存档备份，存于）（英文）（日語） - 日本駐阿加尼亞總領事館官方網站 （页面存档备份，存于）（英文）（日語） - 日本駐檀香山總領事館官方網站 （页面存档备份，存于）（英文）（日語） - 日本駐納什維爾總領事館官方網站 （页面存档备份，存于）（英文）（日語） - 日本駐波特蘭總領事館官方網站 （页面存档备份，存于）（英文）（日語） - 日本駐西雅圖總領事館官方網站 （页面存档备份，存于）（英文）（日語） - 日本駐安克雷奇領事事務所官方網站 （页面存档备份，存于）（英文）（日語） |